# Vitstrupig karakara
Vitstrupig karakara (Phalcoboenus albogularis) är en fågel i familjen falkar inom ordningen falkfåglar. Den förekommer i sydligaste Sydamerika. Beståndet anses vara livskraftigt.

## Utseende
Karakaror är stora falkar med breda och rundade vingar. Denna art är vackert tecknad i svart och vitt, med gräddvit undersida och tydlig vit stjärtspets. Den är mest lik bergkarakaran, men överlappar inte med denna i utbredning. Ungfågeln liknar den mindre arten chimangokarakaran, men skiljs på svart, ej ljus, näbb.

## Utbredning och systematik
Fågeln förekommer i Anderna i södra Argentina och södra Chile till Eldslandet. Den behandlas som monotypisk, det vill säga att den inte delas in i några underarter.

### Släktestillhörighet
Arten placeras traditionellt i släktet Phalcoboenus. Genetiska studier har dock visat att chimangokarakaran, traditionellt placerad i Milvago står nära arterna i Phalcoboenus. Eftersom de utgör en klad falkar som alla är relativt släkt samt att inget vetenskapligt släktesnamn finns beskrivet för chimangokarakaran har tongivande taxonomiska auktoriteten Clements et al istället valt att inkludera både Milvago och Phalcoboenus i Daptrius som har prioritet. Andra, som BirdLife International och IUCN, behåller Phalcoboenus men inkluderar chimangokarakaran däri.

## Levnadssätt
Vitstrupig karakara är en ovanlig fågel i södra Anderna. Där föredrar den öppna miljöer ovan trädgränsen, men kan också röra sig till lägre liggande områden för att söka föda vid soptippar och i öppen jordbruksbygd med inslag av träd. Vid soptippen utanför Ushuaia i Argentina ses den tillsammans med chimangokarakara och tofskarakara. Liksom andra karakaror seglar den, kretsar och rollar lätt i uppvindar.

## Status
Arten har ett stort utbredningsområde och beståndet anses vara stabilt. Internationella naturvårdsunionen IUCN listar den därför som livskraftig (LC).